# (10174) Emička
10174 Emicka (1995 JD) – planetoida z grupy pasa głównego asteroid okrążająca Słońce w ciągu 4,56 lat w średniej odległości 2,75 j.a. Odkryta 2 maja 1995 roku.